# Harga
Harga (estniska: Hara) är en by i Nuckö kommun i Läänemaa i västra Estland, 80 km väster om huvudstaden Tallinn. Den hade 34 invånare år 2011.
Byn ligger på Estlands västkust mot Östersjön vid den norra änden av det idag uppgrundade sundet som förr skilde Nuckö från fastlandet. På byns marker ligger sjöarna Bysholmsviken (Vööla meri), Menarsvae (Möldri meri) och Bäckesjön (Karjatse meri). Norr om Harga ligger Harboviken (Hara laht), söderut byarna Gutanäs och Sutlep och österut Dirslätt.
Harga ligger i det område som traditionellt har varit bebott av estlandssvenskar och även det svenska namnet på byn är officiellt. Förr fanns det två gårdar i byn: Stora och Lilla Harga.